# Estación Serrezuela
Serrezuela es una estación de ferrocarril ubicada en la localidad del mismo nombre, Departamento Cruz del Eje, provincia de Córdoba, Argentina.

## Servicios
Presta servicios de cargas a través de la empresa estatal Trenes Argentinos Cargas.
Pertenece a los ramales A y A2 del Ferrocarril General Belgrano.